# Heiner Koch
Heiner Koch (Düsseldorf, 13 giugno 1954) è un arcivescovo cattolico tedesco, dall'8 giugno 2015 arcivescovo metropolita di Berlino.

## Biografia
Heiner Koch è nato il 13 giugno 1954 a Düsseldorf, nello Stato federato della Renania Settentrionale-Vestfalia, in Germania. Ha trascorso l'infanzia e la giovinezza nella sua città natale, e più precisamente nel quartiere di Ellen, dove ha frequentato la parrocchia di Santa Gertrude, nella quale è stato chierichetto e membro dell'associazione cattolica giovanile.

### Formazione e ministero sacerdotale
Dopo aver terminato gli studi secondari presso la Geschwister-Scholl-Gymnasium, ha deciso di seguire la sua vocazione sacerdotale, e si è iscritto presso l'Università di Bonn, dove ha studiato teologia cattolica, filosofia e pedagogia. Lì ha terminato la sua formazione con l'esame di Stato in pedagogia e un dottorato in teologia sulla base della tesi "La liberazione come prospettiva fondamentale dell'istruzione religiosa cristiana". Dall'inizio dei suoi studi, egli è membro della comunità di teologi V.K.Th. Burgundia Bonn.
Dopo aver completato il percorso di studi, è stato ordinato presbitero il 13 giugno 1980, giorno del suo ventiseiesimo compleanno, nel Duomo di Colonia. È stato incardinato nella stessa arcidiocesi. Successivamente ha ricevuto il suo primo incarico pastorale, ossia quello di vice-rettore della Chiesa di San Martino nella cittadina di Kaarst, dove è rimasto fino alla fine del 1983. Nei sei anni seguenti, la pastorale giovanile ha costituito il fulcro del suo lavoro. Così è stato presidente della Federazione della Gioventù Cattolica Tedesca all'interno decanato della città di Neuss. Dal 1º aprile 1984, Koch ha lavorato come cappellano universitario presso l'Università Heinrich-Heine di Düsseldorf, svolgendo allo stesso tempo il ruolo di vicario cooperatore nella chiesa di San Paolo a Düsseldorf.
A livello diocesano, dal 1989 è stato incaricato per la pastorale degli adulti e nello stesso anno ha iniziato a lavorare nel vicariato dell'Arcidiocesi di Colonia. È anche stato presidente della Comunità delle Donne Cattoliche di Colonia. Sempre in quell'anno, è stato nominato rettore della Chiesa dell'Assunta, ruolo svolto fino alla promozione all'episcopato. Il 1º novembre 1992, egli ha assunto la divisione principale della cura pastorale nel vicariato generale. Il 19 settembre 1993, papa Giovanni Paolo II lo ha nominato Cappellano di Sua Santità. Nell'anno medesimo, e per i cinque anni successivi, è stato sussidiario nella Cattedrale di Colonia, ed il 1º agosto 1998, in occasione del 750º anniversario dalla posa della prima pietra dell'edificio, ne è divenuto canonico. Dal 1995 al 2014, egli è stato presidente nazionale per la Federazione delle Confraternite dei Tiratori Tedeschi. Il 10 febbraio 1996, il Pontefice lo ha nominato Prelato d'onore di Sua Santità. È stato poi nominato capo del Dipartimento per la Pastorale, e nell'ottobre del 2002 è divenuto pro-vicario generale. Dal 2002, monsignor Koch ha fatto parte del comitato, in qualità di segretario generale, per l'organizzazione della XX Giornata Mondiale della Gioventù a Colonia, svoltasi dal 15 al 20 agosto 2005. È stato nominato membro del Sovrano Militare Ordine di Malta nel ruolo di cappellano magistrale.

### Ministero episcopale

#### Vescovo ausiliare di Colonia

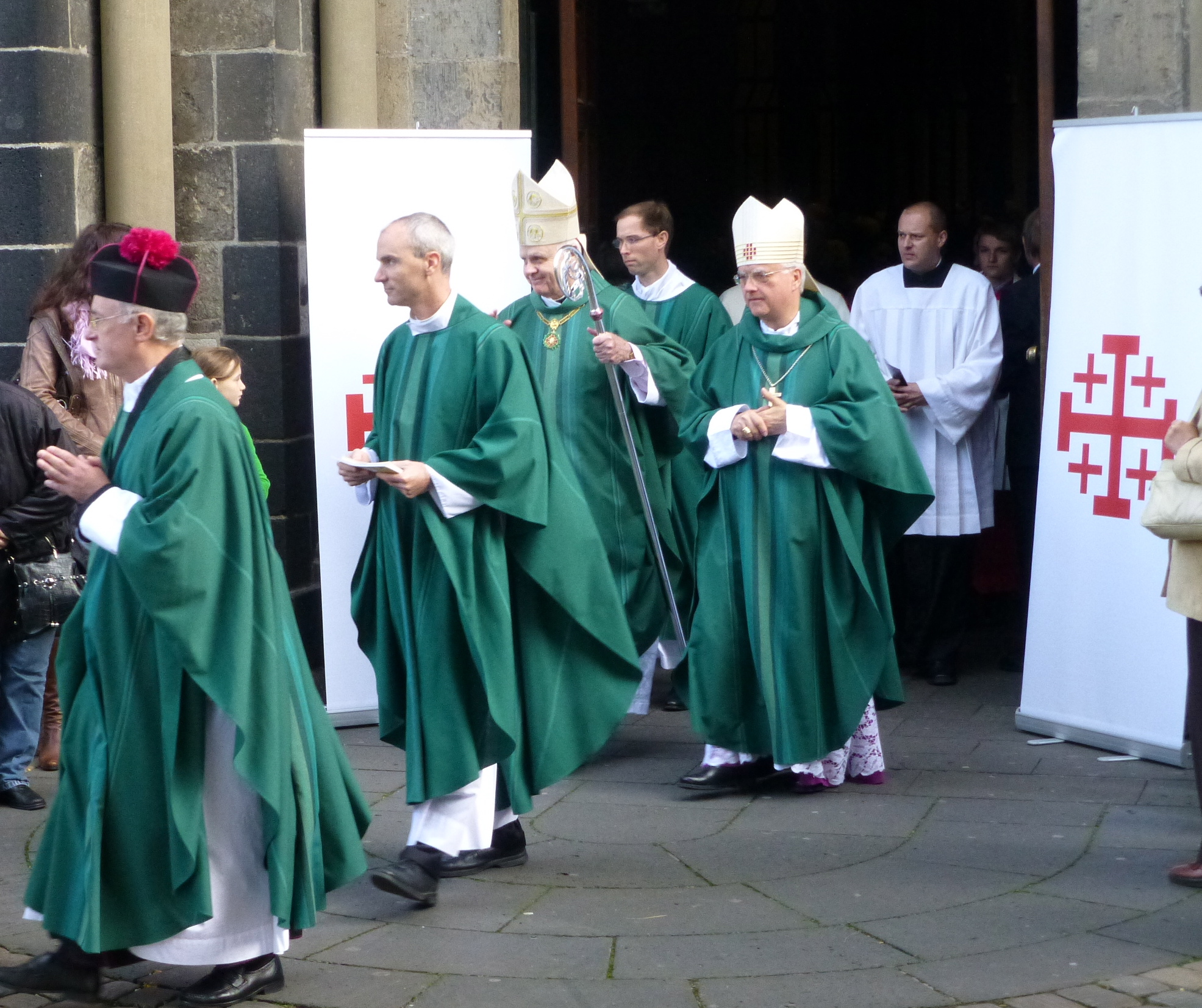
Mons. Koch, durante una celebrazione liturgica a Neuss nel 2012, vicino al cardinale Edwin Frederick O'Brien, Gran Maestro dell'Ordine Equestre del Santo Sepolcro di Gerusalemme

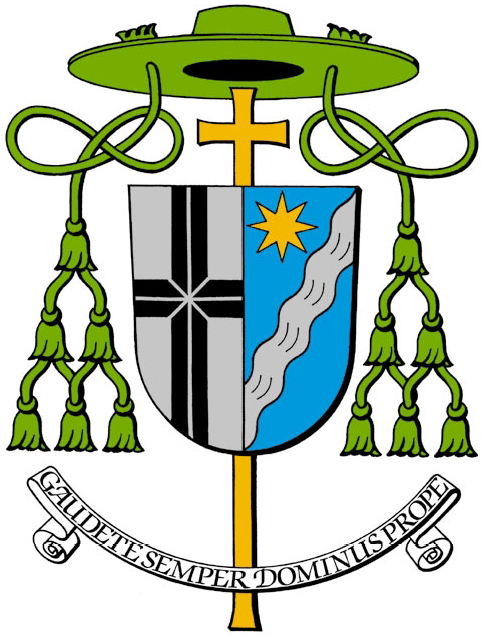
Stemma da vescovo ausiliare di Colonia

Papa Benedetto XVI, in data 17 marzo 2006, ha nominato monsignor Koch, all'età di cinquantuno anni, vescovo ausiliare di Colonia, assegnandogli la sede titolare di Ros Cré. Ha ricevuto la consacrazione episcopale il 7 maggio successivo, nella cattedrale dei Santi Pietro e Maria di Colonia, per mano del cardinale Joachim Meisner, arcivescovo metropolita di Colonia, assistito dai co-consacranti monsignor Manfred Melzer, vescovo titolare di Carinola, e monsignor Rainer Maria Woelki, vescovo titolare di Scampa e futuro cardinale, entrambi vescovi ausiliari della stessa arcidiocesi. Come suo motto episcopale il neo vescovo ha scelto Gaudete semper Dominus prope, che tradotto vuol dire "Rallegratevi sempre, il Signore è vicino" (Fil 4, 4-5).
In qualità di ausiliare, egli è stato vicario episcopale per la pastorale nel Distretto Sud, zona con più di 600.000 cattolici, circoscrizione che comprende la città di Bonn, i circondari del Reno-Sieg, Rheinisch-Bergischer ed Euskirchen e infine le parrocchie appartenenti al circondario di Altenkirchen.
Ha, inoltre, ricoperto l'incarico di vicario episcopale per la cura pastorale dei cattolici stranieri, sempre in ambito dell'arcidiocesi, quello, dal febbraio 2010, di docente rappresentante della Conferenza Episcopale della Germania per la cura pastorale di lingua tedesca all'estero e, dal 25 aprile 2012 fino al suo trasferimento, presidente della Caritas diocesana di Colonia.

#### Vescovo di Dresda-Meißen

Stemma da vescovo di Dresda-Meißen

Il 18 gennaio 2013, all'età di cinquantotto anni, papa Benedetto XVI lo ha trasferito, come 49º vescovo, alla diocesi di Dresda-Meißen, sede vacante da undici mesi dopo le dimissioni per raggiunti limiti di età, ai sensi del canone 401 § 1 del Codice di diritto canonico, del settantacinquenne monsignor Joachim Friedrich Reinelt. Il successivo 16 marzo ha preso canonicamente possesso della diocesi, nella cattedrale della Santissima Trinità.
In occasione dell'Assemblea plenaria della Conferenza dei vescovi tedeschi dell'autunno del 2014, egli è stato eletto presidente della Commissione per il matrimonio e la famiglia. Inoltre, è stato nominato come membro della conferenza congiunta tra la Conferenza Episcopale della Germania e il Comitato centrale dei cattolici tedeschi.

#### Arcivescovo di Berlino

Stemma da arcivescovo metropolita di Berlino

L'8 giugno 2015, papa Francesco lo ha nominato, cinque giorni prima del compimento dei sessantuno anni, arcivescovo metropolita di Berlino, una delle diocesi tedesche più importanti, dopo aver trasferito il precedente arcivescovo, il cardinale Rainer Maria Woelki, alla sede metropolitana di Colonia. Da quello stesso giorno ha ricoperto l'incarico di amministratore apostolico di Dresda-Meißen, incarico svolto fino alla nomina del suo successore nella persona di monsignor Heinrich Timmerevers il 29 aprile 2016. Undici giorni dopo, il 29 giugno, nella solennità dei Santi Pietro e Paolo, si è recato a Roma, dove nella basilica di San Pietro in Vaticano gli è stato consegnato il pallio, simbolo di unione e comunione tra il metropolita e la Santa Sede. Ha canonicamente preso possesso dell'arcidiocesi, nella cattedrale di Sant'Edvige in data 19 settembre 2015, insediandosi come 10º arcivescovo metropolita. La cerimonia è stata inizialmente presieduta da monsignor Wolfgang Ipolt, vescovo di Görlitz, e dopo l'imposizione del pallio da parte di monsignor Nikola Eterović, nunzio apostolico in Germania, il cardinale Woelki, suo predecessore, gli ha ceduto il pastorale appartenuto al cardinale Alfred Bengsch. Nella sua omelia, monsignor Koch ha supplicato i cristiani di non escludere i deboli, i poveri, i morenti e soprattutto i rifugiati. L'arcivescovo ha concluso affermando che: "se fosse necessario, andate in piazza e per le strade per esprimere tutto ciò".
Insieme al cardinale Reinhard Marx, arcivescovo metropolita di Monaco e Frisinga, e a monsignor Franz-Josef Bode, vescovo di Osnabrück, Koch è stato eletto dalla Conferenza Episcopale della Germania come delegato per partecipare alla XIV Assemblea Generale Ordinaria del Sinodo dei vescovi, svoltasi nella Città del Vaticano dal 4 al 25 ottobre 2015. In quest'occasione, è stato relatore del circolo di lingua tedesca, riportando quindi i risultati del suo gruppo all'assemblea riunita.

## Posizioni morali

### Matrimonio omosessuale
Heiner Koch è considerato come avverso all'apertura del matrimonio tra omosessuali. Secondo l'arcivescovo, la Chiesa comprende il matrimonio solo come unione dell'uomo e della donna. Ciò non è solo una questione della sessualità: la psiche, la fisicità, l'identità culturale di entrambi i sessi fa sì che essi si completino a vicenda. In una dichiarazione ha affermato: "Ecco perché vogliamo sottolineare il valore particolarmente ampio del matrimonio come due comunità sessuali, che conduce anche alla procreazione di una nuova vita". Nel mese di agosto 2011, ha protestato, durante un conflitto locale avvenuto nel mezzo di una parata di tiratoti, chiedendo ad una coppia di omosessuali di spostarsi dietro al corteo per marciare.
Allo stesso tempo, monsignor Heiner Koch ha sottolineato che la Chiesa cattolica: "Indipendentemente dal matrimonio, apprezza le relazioni che portano legami tra gli altri, soprattutto in situazioni difficili e dove non si ha più voglia di stare insieme. Questi includono i rapporti omosessuali, ma anche relazioni che non sono incentrare sul sesso. Lealtà e affidabilità sono un grande valore". Sulla questione della riammissione di fedeli divorziati risposati a ricevere la Comunione, egli ha ammesso che se tali persone "hanno una profonda pietà", possono essere riammesse, a determinate condizioni, all'Eucaristia.

## Genealogia episcopale
La genealogia episcopale è:
- Cardinale Scipione Rebiba
- Cardinale Giulio Antonio Santorio
- Cardinale Girolamo Bernerio, O.P.
- Arcivescovo Galeazzo Sanvitale
- Cardinale Ludovico Ludovisi
- Cardinale Luigi Caetani
- Cardinale Ulderico Carpegna
- Cardinale Paluzzo Paluzzi Altieri degli Albertoni
- Papa Benedetto XIII
- Papa Benedetto XIV
- Papa Clemente XIII
- Cardinale Bernardino Giraud
- Cardinale Alessandro Mattei
- Cardinale Pietro Francesco Galleffi
- Cardinale Giacomo Filippo Fransoni
- Cardinale Antonio Saverio De Luca
- Arcivescovo Gregor Leonhard Andreas von Scherr, O.S.B.
- Arcivescovo Friedrich von Schreiber
- Arcivescovo Franz Joseph von Stein
- Arcivescovo Joseph von Schork
- Vescovo Ferdinand von Schlör
- Arcivescovo Johann Jakob von Hauck
- Arcivescovo Joseph Otto Kolb
- Cardinale Julius August Döpfner
- Cardinale Alfred Bengsch
- Vescovo Hugo Aufderbeck
- Cardinale Joachim Meisner
- Arcivescovo Heiner Koch